# Bitwa pod Ryczywołem
Bitwa pod Ryczywołem - stoczona w lutym 1716 roku pomiędzy wojskami konfederatów tarnogrodzkich a armią saską Augusta II. Wojskami konfederacji dowodził regimentarz Chryzostom Gniazdowski. Bitwa zakończona zwycięstwem oddziałów konfederackich nad wojskiem saskim. Skutkiem zwycięstwa pod Ryczywołem było ogłoszenie konfederacji szlachty wielkopolskiej w Środzie.
Zobacz też:
- Ryczywół